# Sydsvenska kreditaktiebolaget

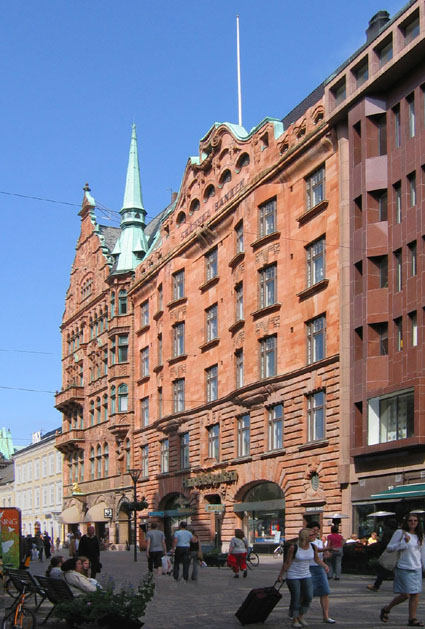
Bankpalatset på Södergatan i Malmö ritat av Gustaf Wickman

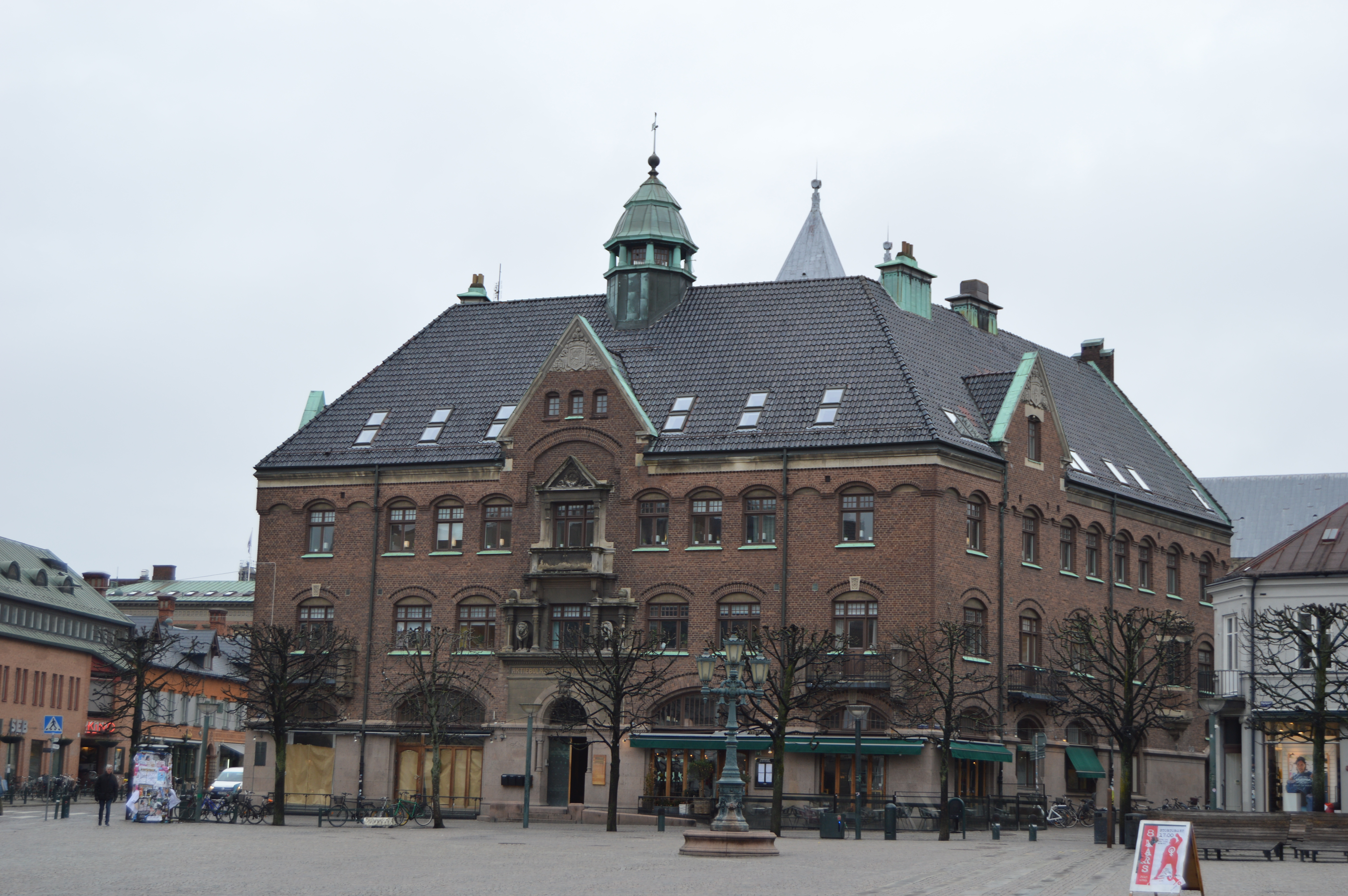
Sydsvenska bankens byggnad på Stortorget i Lund.

Sydsvenska kreditaktiebolaget (senare Sydsvenska banken) var en svensk affärsbank som grundades 1896 i Malmö, där huvudkontoret låg. Banken, med Johan Qvitslund som verkställande direktör, hade ett flertal avdelningskontor i södra och mellersta Sverige, bland annat i Stockholm, Göteborg, Borås, Karlstad, Kristianstad, Linköping, Lund, Filipstad och Växjö.
År 1922 tvingades banken efter förluster till en rekonstruktion och Qvitslund efterträddes av Erland Berglöf. Under riksbankschef Victor Molls ledning, tillsammans med en rad storbanker, bildades Sydsvenska banken av den gamlas rörelse. Aktiebolaget Sydsvenska Banken bildades för att ta över det gamla kreditbolagets rörelse. Den nya banken beviljades oktroj den 24 mars 1922 och konstituerande bolagsstämma hölls på Stadt Hamburg den 29 maj 1922.
År 1925 överfördes bankens rörelse i Göteborg och Skaraborgs län till Göteborgs handelsbank.
Banken övertog 1935 Skånska banken och tog då dennas namn.